# Трошин, Яков Кириллович
Яков Кириллович Трошин (1910—1983) — советский физик и химик, инженер-конструктор по авиационным двигателям. Лауреат Ленинской премии.

## Биография
Выпускник МАИ (1937).
В 1939-1943 — работник НКВД СССР, лейтенант государственной безопасности. Участник войны с июля 1941 года (Западный фронт). С марта 1943 года — заместитель начальника моторного цеха 164 Центральной авиационной рембазы КА, инженер-капитан. Награждён медалями «За оборону Москвы», «За отвагу», орденом Красной Звезды, медалью «За победу над Германией в Великой Отечественной войне 1941—1945 гг.»
В 1945—1947 годах учился в МГУ. С 1946 года работал в Институте химической физики АН СССР, с 1954 года старший научный сотрудник, с 1967 года — заведующий лабораторией.
В 1959 году вместе с Ю. Н. Денисовым открыл явление ячеистой структуры детонационной волны. Ленинская премия 1965 года — за исследования детонации в газах.
Кандидат технических наук (1954). Доктор физико-математических наук (1965), тема диссертации «Исследование нестационарных явлений при горении и детонации газов». В 1958 году избран членом Американского института горения.
Умер в 1983 году. Похоронен на Востряковском кладбище.

## Основные работы
- Трошин Я. К., Щелкин К. И. Газодинамика горения. М.: Изд-во АН СССР, 1963. 254 с.